# Nemotelus barracloughi
Nemotelus barracloughi är en tvåvingeart som först beskrevs av Mason 1997.  Nemotelus barracloughi ingår i släktet Nemotelus och familjen vapenflugor. Inga underarter finns listade i Catalogue of Life.